# San Miguel (Corrientes)
Pour les articles homonymes, voir San Miguel.
San Miguel est une ville de la province de Corrientes, en Argentine, et le chef-lieu du département homonyme.
Dans la ville, s'est arrêté le naturaliste français Alcide Dessalines d'Orbigny, lors de son long périple en Amérique du sud et pendant l'exploration de la grande zone marécageuse des Esteros del Iberá.